# Vohipaho
Vohipaho är en ort i Madagaskar.   Den ligger i regionen Atsimo-Atsinananaregionen, i den södra delen av landet, 500 km söder om huvudstaden Antananarivo. Vohipaho ligger 14 meter över havet och antalet invånare är 27 000.
Terrängen runt Vohipaho är platt. Runt Vohipaho är det ganska glesbefolkat, med 47 invånare per kvadratkilometer. Det finns inga andra samhällen i närheten. Omgivningarna runt Vohipaho är en mosaik av jordbruksmark och naturlig växtlighet.